# Pseudagrion decorum
Pseudagrion decorum là một loài chuồn chuồn kim trong họ Coenagrionidae.
Loài này được xếp vào nhóm loài không bị đe dọa trong sách Đỏ của IUCN năm 2009.
Pseudagrion decorum is in 1842 voor het eerst wetenschappelijk beschreven bởi Rambur.